# Barbara Craig
Pour les articles homonymes, voir Craig.
Barbara Denise Craig (née Chapman ; 22 octobre 1915 - 25 janvier 2005) est une archéologue et universitaire britannique. Elle est principale du Somerville College de 1967 à 1980.

## Biographie
Barbara Denise Chapman naît en 1915 à Calcutta, alors dans le Raj britannique, fille de Denise et John Alexander Chapman. La famille vit en Inde, où son père, poète et critique littéraire, est bibliothécaire à la Bibliothèque impériale de Calcutta de 1911 à 1930. En 1920, sa mère s'installe à Londres, pour scolariser ses enfants, et elle fait ses études à la Haberdashers' Aske's School for Girls, une école indépendante à Acton.
Elle obtient une bourse pour l'université d'Oxford en 1934, et elle s'inscrit au Somerville College pour étudier les humanités classiques, conseillé en cela par son oncle maternel, le critique littéraire R. W. Chapman. Elle se spécialise en histoire ancienne et en archéologie classique. Elle suit notamment les cours de Theodore Wade-Gery, qui l'encourage à s'intéresser à l'histoire ancienne plutôt qu'au latin ou au grec. Elle obtient une mention mention très bien en Literae Humaniores en 1938.

## Activités professionnelles
Elle obtient en 1938 deux bourses d'études, la Craven fellowship et le Goldsmith's Senior Studentship, qui lui permettent de poursuivre ses recherches en Italie, à la British School at Rome. Elle  étudie le contexte historique de la poésie lyrique grecque et l'histoire ancienne de la Sicile,,. Elle fait la connaissande de son futur époux, James Craig, qui est documentaliste et secrétaire de la British School en 1938, le couple se marie en 1942.
Avec le déclenchement de la Seconde Guerre mondiale en 1939, elle doit retourner au Royaume-Uni. Elle travaille pendant un an comme fonctionnaire vacataire au ministère de l'Approvisionnement et au ministère du Travail, puis elle est assistante de grec ancien à l'université d'Aberdeen de 1940 à 1942,. Elle redevient ensuite fonctionnaire au ministère de la Sécurité civile et au ministère de la Production.
En 1945, son mari est nommé au British Council et, durant une vingtaine d'années, Barbara Craig l'accompagne dans ses différents postes, à Rio de Janeiro, Bagdad, Barcelone et Lahore. Lors de son séjour en Irak, de 1951 à 1956, elle reprend ses activités archéologiques, et participe aux fouilles de Max Mallowan à Nimroud. Elle fait également des séjours d'études au Liban et en Jordanie. En 1954, elle est lauréate de la bourse d'archéologie Katharine et Leonard Woolley du Somerville College. Ce financement lui permet de mener des recherches sur les relations entre la Grèce antique et le Proche-Orient ancien. À partir de 1956, elle participe aux fouilles de Mycènes dirigées par Alan Wace, puis par William Taylour. Elle s'occupe principalement des poteries.
En 1965, Barbara  Craig et son mari se réinstallent définitivement à Londres et elle participe à quelques fouilles à Mycènes et en Laconie, pendant les mois d'été. 

## Somerville College
En février 1966, elle est élue principale du Somerville College et elle prend ses fonctions en octobre 1967, succédant à Janet Vaughan. Le collège, durant son mandat, traverse les turbulences de 1968 et de 1973-1974 qu'elle doit désamorcer. Elle soutient particulièrement les études d'archéologie, dans une perspective interdisciplinaire avec l'histoire ancienne et les études classiques, et préside le comité Wainwright de l'université d'Oxford. Le collège accueille un colloque intitulé « The Contribution of Material Evidence to Ancient History », particulièrement centré sur les études archéologiques en Palestine, en 1979, et célèbre son centenaire la même année. Durant son mandat, le collège double de taille et se hisse au sommet du Norrington Table, le classement annuel des collèges d'Oxford par classification des diplômes. Elle prend sa retraite en 1980 et est nommée à cette occasion fellow honoraire du collège. Elle poursuit des activités archéologiques, notamment en demandant, en vain, que 270 squelettes des XVe – XIXe siècles d'un cimetière de al-Tantoura exhumés lors des fouilles de la basilique byzantine de Tel Dor soient ré-inhumés selon le rite musulman.
Elle meurt le 25 janvier 2005 à Bainbridge, dans le Yorkshire du Nord.